# تامس رت
تامس رت اکینز جونیر (به انگلیسی: .Thomas Rhett Akins Jr) (زادهٔ ۳۰ مارس ۱۹۹۰) خواننده-ترانه‌پرداز آمریکایی موسیقی کانتری است. او ۱۳ آهنگ شماره ۱ در لیست‌های موسیقی کانتری دارد.